# Шиловичи (Могилёвская область)
Шиловичи — деревня в составе Головчинского сельсовета Белыничского района Могилёвской области Белоруссии.
Ближайшие населённые пункты: Большой Трилесин, Запокулье, Михайлов.

## История
Упоминается в 1728 году как деревня Шидловичи в составе имения Белыничи в Оршанском повете ВКЛ.